# Cora Costa
Cora Costa (Rio de Janeiro, 08 de setembro de 1893 - Rio de Janeiro - 1968), foi uma atriz brasileira eminentemente de teatro. 

## Biografia
Nascida a 08 de setembro de 1893, na cidade do Rio de Janeiro. Era filha dos também atores Caetano Maggioli (f. 1897) e Lívia de Castro Maggioli (c. 1858 - 1946). Seu pai italiano e sua mãe portuguesa radicaram-se no Brasil na segunda metade do século XIX. Era sobrinha da também atriz Elisa de Castro. 

## Carreira
Estreara profissionalmente em 09 de setembro de 1912 no Teatro João Caetano, com a peça "Fogo e Gelo", pela Companhia da atriz Ismênia dos Santos. Atuara ativamente em teatro por mais de 50 anos, participando de montagens de vários gêneros. De seus personagens favoritos destacara Clara da peça "Assumpção", de Goulart de Andrade.  
Integrara diversas companhias teatrais, como a de Ismênia dos Santos, Maria Castro, Dramática Nacional de Itália Fausta, de Comédias Jaime Costa, de Abigail Maria-Oduvaldo Viana, de Operetas e Revistas Furtado de Medeiros, dentre outras. De 1918 a 1919, possuíra sua própria companhia teatral, fundada com seu marido Álvaro Costa. Em 1963 participara do Grupo Amador de Arte Cênica - GAAC. 
Já em cinema estreara em 1939, no filme Aves sem Ninho de Raul Roulien. Sua última participação em cinema dera-se com o filme Aí Vem os Cadetes, em 1959, com direção de Luiz de Barros. 
Como rádioatriz trabalhara na Rádio MEC, Rádio Globo, Rádio Nacional e Rádio Mayrink Veiga.

## Vida pessoal
Casara-se em 1913 com o também ator Álvaro Costa (1886-1973), com o qual tivera três filhos: Nelson, Renato (197-1972) e a também atriz Nelma Costa (1922-2023). 

## Filmografia
| Ano  | Título                   | Personagem           | Direção        |
| ---- | ------------------------ | -------------------- | -------------- |
| 1939 | Aves sem Ninho           | Luiza                | Raul Roulien   |
| 1940 | Laranja da China         | —                    | Ruy Costa      |
| 1953 | Está com Tudo            | —                    | Luiz de Barros |
| 1957 | Um Pirata do Outro Mundo | Esposa de Carvalhais | Luiz de Barros |
| 1959 | Aí Vem os Cadetes        | —                    | Luiz de Barros |

## Teatro[8]
- 1912 - Fogo e Gelo
- 1912 - O Fiscal de Vagões-Leito
- 1913 - Deus e a Natureza
- 1914 - A Filha do Estalajadeiro
- 1914 - A Mulher de Ferro
- 1914 - A Mulher do Outro
- 1914 - A Rajada
- 1914 - Nelly Rosier
- 1914 - O Poder do Ouro (além da Direção e Produção)
- 1914 - Pensão Honesta
- 1914 - Portugueses e Alemães
- 1914 - Zazá
- 1915 - 20.000 Dólares
- 1915 - A Bisbilhoteira
- 1915 - A Ceia dos Cardeais
- 1915 - A Grande Duquesa (Opereta)
- 1915 - A Renúncia
- 1915 - A Samaritana
- 1915 - A Tomada da Bastilha
- 1915 - Alegrias do Lar
- 1915 - Ali no Duro
- 1915 - Almas do Outro Mundo
- 1915 - Amor de Perdição
- 1915 - Anastácio & Cia.
- 1915 - Às Claras
- 1915 - Arsenio Lupin
- 1915 - Calixto & Cia.
- 1915 - Deus e a Natureza
- 1915 - Doida de Montmayeur
- 1915 - Dois Brasões
- 1915 - Europeus e Americanos
- 1915 - Favor do Sr. Procópio
- 1915 - Florianópolis... Por um Óculo
- 1915 - Garoto de Lisboa
- 1915 - Herói à Força (Opereta)
- 1915 - Lagartixa
- 1915 - Luís de Camões
- 1915 - Marquês de Pombal
- 1915 - Máscara Verde
- 1915 - Menina do Chocolate
- 1915 - Mlle. Netouche (Opereta)
- 1915 - Mulheres... Nem Velas (Opereta)
- 1915 - Moleiro de S. Alcalá (Opereta)
- 1915 - Na Cuia (Teatro)
- 1915 - Ninguém Se Entende
- 1915 - Niniche (Opereta)
- 1915 - Noiva e Mártir
- 1915 - O Conde de Monte Christo
- 1915 - O Grande Industrial
- 1915 - O Homem do Guarda-Sol
- 1915 - O Mártir do Calvário
- 1915 - O Melhor Caminho
- 1915 - O Papa-Léguas
- 1915 - Os Castros
- 1915 - Papá Lebonnard
- 1915 - Rosas de Todo o Ano
- 1915 - Sustenta a Nota
- 1915 - Surpresas do Divórcio
- 1915 - Trocas e Baldrocas
- 1915 - Vingança de Louco
- 1916 - A Espada
- 1916 - A Filha do Mar
- 1916 - A Morgadinha de Val-Flor
- 1916 - A Timidez de Dr. Cornélio Guerra
- 1916 - A Tomada da Bastilha
- 1916 - Amor de Perdição
- 1916 - Gaiato de Lisboa
- 1916 - Mancha Que Limpa
- 1916 - Menina do Chocolate
- 1916 - O Mártir do Calvário
- 1916 - O Segredo
- 1916 - O Voluntário de Cuba
- 1916 - Os Pimentas
- 1916 - Papá Lebonnard
- 1916 - Soror Mariana
- 1916 - Thereza Raquin
- 1916 - Viagem ao Redor da Mulher
- 1917 - A Ceia dos Cardeais
- 1917 - A Desonra
- 1917 - A Labareda
- 1917 - A Maçonaria
- 1917 - A Morgadinha de Val-Flor
- 1917 - A Mulher Muda
- 1917 - A Providência dos Maridos
- 1917 - A Revolução Portuguesa
- 1917 - A Tormenta
- 1917 - A Viúva Alegre
- 1917 - Amada Pátria
- 1917 - Capital Federal
- 1917 - Ceia dos Cardeais
- 1917 - Cisma
- 1917 - Depois Te Explico
- 1917 - Estou Amando!
- 1917 - Menina do Chocolate
- 1917 - Micróbio do Amor
- 1917 - Mimi
- 1917 - Mistura de Grelos
- 1917 - Nick-Carter
- 1917 - O Cabo 70
- 1917 - O Cinematógrafo
- 1917 - O Milagre
- 1917 - O Pauzinho
- 1917 - O Senhor Vigário
- 1917 - O Vagabundo
- 1917 - Os Pimentas
- 1917 - Papá Goiaba
- 1917 - Papá Lebonnard
- 1917 - Pará Cima de Muá
- 1917 - Rosas de Todo o Ano
- 1917 - São Paulo, Futuro
- 1917 - Sargento Nicolau
- 1917 - Suas Excelências
- 1917 - Surpresas do Divórcio
- 1917 - Tudo na Rua!
- 1917 -  Um Tio de Pelotas
- 1918 - A Estátua de Carne (além da Direção e Produção)
- 1918 - Ave Maria (além da Direção e Produção)
- 1918 - O Conde de Monte Christo (além da Direção e Produção)
- 1918 - O Mártir do Calvário (além da Direção e Produção)
- 1918 - O Dote (além da Direção e Produção)
- 1918 - Os Creançolas (além da Direção e Produção)
- 1918 - Os Dois Sargentos (além da Direção e Produção)
- 1919 - Ave Maria (além da Direção e Produção)
- 1919 - A Morgadinha de Val-Flor (além da Direção e Produção)
- 1919 - José do Telhado
- 1919 - O Anjo da Meia-Noite
- 1919 - O Conde de Monte Christo (além da Direção e Produção)
- 1919 - O Pauzinho (além da Direção e Produção)
- 1919 - O Poder do Ouro
- 1919 - Por Causa da Espanhola (além da Direção e Produção)
- 1919 - Surpresas do Divórcio (além da Direção e Produção)
- 1920 - A Cartomante
- 1920 - A Castelã
- 1920 - A Labareda
- 1920 - A Máscara
- 1920 - A Mentira
- 1920 - A Pedra Que Rola
- 1920 - A Renúncia
- 1920 - Assumpção
- 1920 - As Meninas Barranco
- 1920 - Ave Maria
- 1920 - Entre Dois Berços
- 1920 - Fedora
- 1920 - Mãe
- 1920 - Magda
- 1920 - Na Voragem
- 1920 - O Dilema
- 1920 -  O Grande Industrial
- 1920 -  O Herói dos Submarinos
- 1920 - Os Fantasmas
- 1920 - Papá Lebonnard
- 1920 - Quem Os Salva?
- 1920 - Ré Misteriosa
- 1920 - Romance de Um Moço Pobre
- 1920 - Salomé
- 1920 - Soror Thereza
- 1921 - A Cartomante
- 1921 -  A Malfadada
- 1921 - A Morgadinha de Val-Flor
- 1921 - A Prancha
- 1921 - Alma do Sertão
- 1921 - As Duas Gatas
- 1921 - As Meninas Barranco
- 1921 - Assumpção
- 1921 - Ave Maria
- 1921 - Entre Dois Berços
- 1921 - Fedora
- 1921 - Flores de Sombra
- 1921 - No Tempo Antigo
- 1921 - Nossa Terra
- 1921 - O Dilema
- 1921 - O Grande Industrial
- 1921 - Os Fantasmas
- 1921 - Quem Os Salva?
- 1921 - Ré Misteriosa
- 1921 - Salomé
- 1921 - Suprema Conquista
- 1922 - Ave Maria (além da Direção e Produção)
- 1922 - Na Voragem
- 1922 - O Guarda Portão (além da Direção e Produção)
- 1922 - O Homem do Cinema
- 1922 - O Vagabundo (além da Direção e Produção)
- 1923 - A Escola da Mentira
- 1923 - Casado Sem Ter Mulher
- 1923 - Graças a Deus!
- 1923 - O Outro André
- 1923 - Última Ilusão
- 1924 - 'A Flor dos Maridos
- 1924 - 'As Travessuras de Bertha
- 1924 - 'Casado Sem Ter Mulher
- 1924 - 'Entrou Caixeiro e Saiu Sócio
- 1924 - 'Graças a Deus!
- 1924 - 'O Casamento de Boni
- 1924 - 'O Inimigo das Mulheres
- 1924 - 'O Outro Eu
- 1924 - 'Casado Sem Ter Mulher
- 1924 - 'Os Águias
- 1924 - 'Prudêncio, o Temerário
- 1924 - 'Sempre Vence a Mulher
- 1924 - Um Homem Encantador
- 1925 - A Flor dos Marido
- 1925 - As Travessuras de Bertha
- 1925 - Ave Maria
- 1925 - Casado Sem Ter Mulher
- 1925 - Graças a Deus!
- 1925 - O Amor Venceu
- 1925 - O Casamento de Boni
- 1925 - O Dote
- 1925 - O Homem do Cinema
- 1925 - O Inimigo das Mulheres
- 1925 - O Mártir do Calvário
- 1925 - O Modesto Philomeno
- 1925 - O Outro André
- 1925 - O Truc do Balthazar
- 1925 - Os Águias
- 1925 - Os Embrulhos do Cavaco
- 1925 - Os Maridos da Viúva
- 1925 - Pois É Isso!
- 1925 - Prudêncio, o Temerário
- 1925 - Pupila de Meu Tio
- 1925 - Sempre Vence a Mulher
- 1925 - Um Homem Encantador
- 1925 - Zuzu
- 1926 - Casa Assombrada
- 1926 - O Dote
- 1927 - A Família Kolossal
- 1927 - A Primeira Mentira
- 1927 - As Nossas Mulheres
- 1927 - Casado Sem Ter Mulher
- 1927 -  Dama, Valete e Rei
- 1927 - Dança o Pai... as Filhas Dançam
- 1927 - Dr. João André
- 1927 - Era Uma Vez Um Marido
- 1927 - Feiosa
- 1927 - Meu Amor
- 1927 -  No Fim Dá Certo
- 1927 - O 31
- 1927 - O Grande Ideal
- 1927 - O Truc de Balthazar
- 1927 - Pequetita
- 1927 - Professor Voronoff
- 1927 - Rodolpho Valentão
- 1927 - Senhorita 1927
- 1928 -  Esposa do Menor
- 1928 - Maldito Tango
- 1928 - Monumental Espectaculo
- 1928 - Não Vi Homem...
- 1928 - O Ás do Teclado
- 1928 - O Maluco na Avenida
- 1928 - Os Quatro Cavaleiros do Apocalipse
- 1928 - Pequetita
- 1928 - Quando Elas Querem
- 1928 - Um Pulo no Casamento
- 1929 - A Esposa do Menor
- 1929 - A Pequena dos Correios
- 1929 - A Revolução Portuguesa
- 1929 - Agência de Reputações
- 1929 - És Tu, Malaquias?
- 1929 - Eu Não Sei Dizer Que Não
- 1929 - Feiosa
- 1929 - Foi Ela Que Me Beijou
- 1929 - No Fim Dá Certo
- 1929 - O Galinheiro
- 1929 - O Maluco na Avenida
- 1929 - Pequetita
- 1929 - Rodolpho Valentão
- 1929 - Senhorita 1929
- 1930 - Berenice
- 1930 - Chauffeur
- 1930 - O Adorável Barcellos
- 1931 - Berenice
- 1931 - Cala a Boca, Etelvina!
- 1931 - Fala Baixo, Malaquias
- 1931 - Maldito Tango
- 1931 - Núpcias de D. João
- 1931 - O Mártir do Calvário
- 1931 - Papoulas Rubras
- 1931 - Zuzu
- 1933 - O Mártir do Calvário
- 1933 - Teia de Aranha
- 1934 - A Casa do Gonçalo
- 1934 - Filhinha da Mamãe
- 1934 - Quanto Vale Uma Mulher?
- 1934 - Rosas de Todo o Ano
- 1935 - O Divino Perfume
- 1936 - A Jovem Vovó ou Saudade
- 1936 - A Patroa
- 1936 - A Restauração de Portugal
- 1936 - Arranha Céu
- 1936 - Bebezinho de Paris
- 1936 - Bicho Papão
- 1936 - Dindinha
- 1936 - Feitiço
- 1936 - História de Carlitos
- 1936 - Leoa
- 1936 - Mãe
- 1936 - Não Sei Se Me Faço Compreender
- 1936 - O Conto Sem Palavras
- 1936 - O Homem da Cabeça de Ouro
- 1936 - Por Causa do Lulu
- 1936 - Precisa-se de Um Pai
- 1936 - Ré Misteriosa
- 1936 - Sansão
- 1936 - Se Eu Fosse Rico
- 1936 - Senhorita Talharim
- 1936 - Sinal de Alarme
- 1936 - Tabu
- 1937 - Anna Christie
- 1937 - As Doutoras
- 1937 - Assim... Não É Pecado
- 1937 - O Gosto da Vida
- 1937 - O Hóspede do Quarto No. 2
- 1938 - A Cor dos Teus Olhos
- 1938 - A Mulher Que Todos Querem
- 1938 - Baile de Máscaras
- 1938 - Fora da Vida
- 1938 - Malibu
- 1938 - O Irresistível
- 1938 - O Homem Que Nasceu Duas Vezes
- 1938 - O Hóspede do Quarto No. 2
- 1938 - Rifa-se Uma Mulher
- 1938 - Sorrisos da Vida
- 1938 - Tinoco
- 1939 - A Flor da Família
- 1939 - As Doutoras
- 1939 - Carlota Joaquina
- 1939 - Fora da Vida
- 1939 - Maridos de Hoje
- 1939 - O Genro de Muitas Sogras
- 1939 - O Último Guilherme
- 1939 - Os Amigos do Barata
- 1941 - Era Uma Vez Um Vagabundo
- 1941 - Ciumenta
- 1941 - Cupido Se Diverte
- 1941 - Herdeiro na Hora H
- 1941 - Hotel da Felicidade
- 1941 - Mulher e Força
- 1941 - O Folgado
- 1941 - Tudo pela Moral
- 1941 - Última Loucura
- 1941 - Viver Fácil
- 1942 - A Família Lero-Lero
- 1942 - Emboscada Nazista
- 1942 - O Burguês Fidalgo
- 1943 - A Família Lero-Lero
- 1943 - As Preciosas Ridículas
- 1943 - Emboscada Nazista
- 1943 - O Clube do Mendigos
- 1943 - Os Irmãos das Almas
- 1945 - Grande Marido
- 1945 - O Costa do Castelo
- 1945 - O Meu Nome É Doutor
- 1946 - O 13º Mandamento
- 1946 - Onde Está Minha Família?
- 1946 - Venha a Nós...
- 1948 - O Picapau Amarelo
- 1948 - Revolta em Recife
- 1950 - Angélica
- 1950 - O Sítio do Pica pau Amarelo
- 1951 - Chiruca
- 1957 - Chuvisco
- 1960 - Alegoria Carioca
- 1963 - Irene